# خیابان فینچ
خیابان فینچ (انگلیسی: Finch Avenue) یک راه شریانی است که از شرق به غرب در تورنتو، انتاریو، کانادا کشیده شده‌است. این جاده از غرب به شهرداری منطقه ای شهرستان پیل به عنوان جاده منطقه ای ۲ و از شرق به شهرداری منطقه ای شهرستان دورام به عنوان جاده منطقه ای ۳۷ ادامه می‌یابد.
این جاده توسط مترولینکس به عنوان یک کریدور ترانزیت با تراکم بالا در نظر گرفته می‌شود. در تقاطع آن با خیابان یانگ در نورث یورک، ایستگاه ایستگاه فینچ و پایانه اتوبوس فینچ تعدادی از بالاترین تعداد مسافران را در شهر دارند.